# Pride of America
El Pride of America es un crucero operado por NCL America, una división de Norwegian Cruise Line, para navegar itinerarios en las islas de Hawái. La construcción del barco comenzó en 2000 en los Estados Unidos como parte de un plan para un crucero construido y con bandera estadounidense bajo el "Proyecto América", pero el proyecto fracasó y finalmente Norwegian Cruise Lines lo compró y lo terminó en Alemania. Fue inaugurado en 2005 y fue el primer crucero de aguas profundas con bandera estadounidense en casi cincuenta años desde el SS Argentina de 1958.
El Pride of America ingresó a un dique seco de 14 días y 30 millones de $ el 23 de marzo de 2013 en Honolulu, Hawái. Las renovaciones del barco, incluida la adición de 24 suites ultralujosas (que reemplazan el antiguo centro de conferencias y la plataforma de observación de la cubierta superior); cuatro camarotes tipo estudio y cuatro camarotes interiores; un asador al estilo brasileño; nave amplia conectividad inalámbrica a Internet; alfombras nuevas en todas partes; televisores de pantalla plana en todos los camarotes; decoración actualizada; mejoras al gimnasio; nueva señalización direccional; renovaciones a la tienda de regalos, galería de fotos y galería de arte.